# Simrishamn–Tomelilla Järnväg
Simrishamn-Tomelilla Järnväg (Cimbrishamn-Tomelilla Jernväg, CTJ) var en av Skånes fem ångspårvägar, det vill säga en järnväg som av ekonomiska skäl byggdes med klenare räls än normalt. Banan förvärvades 1896 av Malmö-Tomelilla Järnvägsaktiebolag och ingick därefter i Malmö-Simrishamns Järnväg. Järnvägen finns kvar som en del av Österlenbanan.

## Historik
Banan erhöll koncession den 24 mars 1882 och öppnades för allmän trafik den 16 december 1882. Byggkostnaden var 663 000 kronor och fordonen kostade 137 000 kronor. Detta finansierades genom aktieteckningar av Simrishamns stad för 106 000 kronor och 11 socknar för 125 000 kronor samt ett obligationslån på 500 000 kronor.
Efter att järnvägen mellan Malmö och Tomelilla öppnades av Malmö–Tomelilla Järnväg föreslogs gemensam förvaltning.  Malmö–Tomelilla Järnväg köpte Simrishamn-Tomelilla Järnväg i början av 1896 och betalade med aktier i bolaget till halva värdet av vad som hade tecknats i Simrishamn-Tomelilla Järnväg. Banan mellan Simrishamn och Tomelilla byggdes om med kraftigare räler och grusades för att få samma tekniska standard som Malmö–Tomelilla Järnväg.

### Fordon
Banan trafikerades av ångvagnar enligt Rowans system. Ursprunget kommer från Danmark, där William Robert Rowan utexperimenterade "dampsporvej" som först blev byggd i form av Randers–Hadsund Jernbane. och Gribskovbanen var inspirationskälla för de skånska ångspårvägarna. Den första ångspårvägen i Skåne var Gärds Härads järnväg.
Inför byggandet 1882 köpte bolaget ett ånglok från Nydqvist & Holm AB och två ångvagnar med drivenheten från Nydqvist & Holm AB och vagnen från AB Atlas. En kombinerad 1:a och 3:e klass vagn köptes 1884. Ytterligare ett lok tillverkat av Hanomag och två godsvagnar anskaffades 1894.